# Blanzy
Blanzy és un municipi francès, situat al departament de Saona i Loira i a la regió de Borgonya - Franc Comtat. L'any 2007 tenia 6.771 habitants.

## Demografia

### Població
El 2007 la població de fet de Blanzy era de 6.771 persones. Hi havia 2.780 famílies, de les quals 760 eren unipersonals (296 homes vivint sols i 464 dones vivint soles), 1.036 parelles sense fills, 808 parelles amb fills i 176 famílies monoparentals amb fills.
La població ha evolucionat segons el següent gràfic:
Habitants censats

### Habitatges
El 2007 hi havia 3.104 habitatges, 2.864 eren l'habitatge principal de la família, 59 eren segones residències i 181 estaven desocupats. 2.360 eren cases i 650 eren apartaments. Dels 2.864 habitatges principals, 1.878 estaven ocupats pels seus propietaris, 924 estaven llogats i ocupats pels llogaters i 62 estaven cedits a títol gratuït; 92 tenien una cambra, 176 en tenien dues, 503 en tenien tres, 1.004 en tenien quatre i 1.089 en tenien cinc o més. 1.901 habitatges disposaven pel capbaix d'una plaça de pàrquing. A 1.304 habitatges hi havia un automòbil i a 1.209 n'hi havia dos o més.

### Piràmide de població
La piràmide de població per edats i sexe el 2009 era:
| Homes | Edats   | Dones |
| ----- | ------- | ----- |
| 0     | 95 o +  | 20    |
| 13    | 90 a 94 | 32    |
| 35    | 85 a 89 | 64    |
| 35    | 80 a 84 | 42    |
| 87    | 75 a 79 | 140   |
| 121   | 70 a 74 | 163   |
| 163   | 65 a 69 | 189   |
| 168   | 60 a 64 | 159   |
| 174   | 55 a 59 | 170   |
| 346   | 50 a 54 | 334   |
| 311   | 45 a 49 | 366   |
| 305   | 40 a 44 | 272   |
| 196   | 35 a 39 | 247   |
| 209   | 30 a 34 | 209   |
| 189   | 25 a 29 | 182   |
| 194   | 20 a 24 | 145   |
| 292   | 15 a 19 | 223   |
| 286   | 10 a 14 | 218   |
| 211   | 5 a 9   | 223   |
| 139   | 0 a 4   | 98    |

## Economia
El 2007 la població en edat de treballar era de 4.545 persones, 3.126 eren actives i 1.419 eren inactives. De les 3.126 persones actives 2.761 estaven ocupades (1.557 homes i 1.204 dones) i 365 estaven aturades (150 homes i 215 dones). De les 1.419 persones inactives 558 estaven jubilades, 369 estaven estudiant i 492 estaven classificades com a «altres inactius».

### Ingressos
El 2009 a Blanzy hi havia 2.843 unitats fiscals que integraven 6.681 persones, la mediana anual d'ingressos fiscals per persona era de 17.060 €.

### Activitats econòmiques
Dels 175 establiments que hi havia el 2007, 3 eren d'empreses extractives, 5 d'empreses alimentàries, 10 d'empreses de fabricació d'altres productes industrials, 21 d'empreses de construcció, 51 d'empreses de comerç i reparació d'automòbils, 9 d'empreses de transport, 17 d'empreses d'hostatgeria i restauració, 6 d'empreses financeres, 18 d'empreses de serveis, 17 d'entitats de l'administració pública i 18 d'empreses classificades com a «altres activitats de serveis».
Dels 51 establiments de servei als particulars que hi havia el 2009, 1 era una oficina de correu, 3 oficines bancàries, 3 funeràries, 6 tallers de reparació d'automòbils i de material agrícola, 1 autoescola, 2 guixaires pintors, 5 fusteries, 7 lampisteries, 2 electricistes, 2 empreses de construcció, 9 perruqueries, 1 veterinari, 7 restaurants i 2 salons de bellesa.
Dels 13 establiments comercials que hi havia el 2009, 1 era un hipermercat, 1 una botiga de més de 120 m², 3 fleques, 2 carnisseries, 1 una botiga d'electrodomèstics, 1 un drogueria, 1 una perfumeria i 3 floristeries.
L'any 2000 a Blanzy hi havia 44 explotacions agrícoles que ocupaven un total de 2.175 hectàrees.

## Equipaments sanitaris i escolars
El 2009 hi havia 3 farmàcies i 1 ambulància.
El 2009 hi havia 2 escoles maternals i 3 escoles elementals. Blanzy disposava d'un liceu tecnològic amb 328 alumnes.

## Poblacions més properes
El següent diagrama mostra les poblacions més properes.